# Томаш Саторански
Томаш Саторански (чеш. Tomáš Satoranský; Праг, 30. октобар 1991) чешки је кошаркаш. Игра на позицијама плејмејкера и бека, а тренутно наступа за Барселону.

## Биографија
Играо је у млађим категоријама клуба УСК Праха, а тамо је у сезони 2007/08. и започео сениорску каријеру. Лета 2009. прешао је у шпанску Севиљу за коју је наступао наредних 5 сезона. На НБА драфт изашао је 2012. године, а изабран је у другој рунди као укупно 38. пик од стране Вашингтон визардса. У јулу 2014. је потписао за Барселону и са њима провео наредне две сезоне у којима је освојио Суперкуп Шпаније 2015. године. У јулу 2016. је постао играч Вашингтон визардса, и у овом клубу је провео наредне три сезоне. Од јула 2019. играч је Чикаго булса.
Члан је сениорске репрезентације Чешке за коју је наступао на Евробаскету 2013.